# Cigaritis farsica
Cigaritis farsica är en fjärilsart som beskrevs av Rose och Klaus G. Schurian 1977. Cigaritis farsica ingår i släktet Cigaritis och familjen juvelvingar. Inga underarter finns listade i Catalogue of Life.